# Spirobolus pulchripes
Spirobolus pulchripes är en mångfotingart som beskrevs av Carl Eduard Adolph Gerstäcker 1873. Spirobolus pulchripes ingår i släktet Spirobolus och familjen Spirobolidae. Inga underarter finns listade i Catalogue of Life.